# うめが香丸
うめが香丸（うめがかまる）は、帝国海事協会の貨客船、義勇艦。「梅ヶ香丸」とも。

## 船歴
日露戦争中の1904年、帝国海事協会は募金により平時は商船だが有事の際には仮装巡洋艦となるような義勇艦隊を作ることを計画。募金を募ったところその集まりはよく、造船奨励法の適用も受けて「さくら丸」、次いで「うめが香丸」が建造された。
2隻とも三菱造船所で建造され、「うめが香丸」は1907年10月23日に発注、同年12月29日に起工、1909年3月27日に進水し、同年7月6日に竣工した。船番206。
1910年1月25日に鉄道院に傭船され、青函航路に就航。1911年1月20日、「会下山丸」が関釜航路から青函航路に移り、「うめが香丸」は関釜航路に移された。
1912年9月23日、大里沖に碇泊中、暴風雨により閉じられていなかった舷窓から浸水して転覆、沈没した。この件は海員審判に加えて刑事裁判ともなったことから二重の罰だとして騒ぎになった。
1913年5月18日に浮揚に成功したものの、結局解体となった。

## その他
「さくら丸」と「うめが香丸」の商船としての評価は良くなく、3隻目の「さかき丸」は使用者の要求をいれて設計された。